# Кућа за рушење
„Кућа за рушење“ је југословенски ТВ филм из 1991. године. који је режирао је Зоран Танасковић према сценарију Мирјане Лазић.

## Радња
Ово је прича о Споменки (једна од првих улога глумице Аните Манчић), девојчици збринутој код хранитеља која покушава да поново окупи своју разорену природну породицу, што надилази њене дечје снаге.
Филм је прича о Споменки која је „ни дете, ни одрасла“ и која, након распада породице, живи код својих тетке и тече. Мајка јој најави долазак из иностранства после дуго времена, што у Споменки пробуди наду да ће поново бити сви заједно, заједно са њеном несрећно удатом старијом сестром - трудницом и малим братом који живи на селу код очевих рођака... Споменка обилази празну кућу у којој је провела детињство, верујући да ће успети да поврати ишчезло време ако бар донекле поправи запуштени дом... Труди се, уз помоћ свог другара, да некако оживи хладне зидове родитељске куће... Суровост, али и вечита људска нада и потреба за топлином, тема су ове приче. Али ни такав сукоб са таквом животном реалношћу неће смањити Споменкин животни оптимизам...

## Улоге
| Глумац              | Улога       |
| ------------------- | ----------- |
| Анита Манчић        | Споменка    |
| Радмила Живковић    | Биса        |
| Дубравка Мијатовић  | Јелена      |
| Мира Бањац          | свекрва     |
| Владан Гајовић      | Јеленин муж |
| Михаило Заверла     | Гиле        |
| Марко Костадиновић  | Баја        |
| Жижа Стојановић     | тетка Вида  |
| Предраг Лаковић     | теча        |
| Петар Ћирица        |             |
| Лепомир Ивковић     |             |
| Даница Максимовић   |             |
| Миомир Радевић Пиги |             |
| Саво Радовић        | наставник   |
| Миња Војводић       |             |